# Haithem Mbarki
Pour les articles homonymes, voir Mbarki.
Haithem Mbarki (arabe : هيثم مباركي), né le 19 mars 1998, est un nageur tunisien.

## Carrière
Haithem Mbarki est médaillé de bronze du relais 4 x 100 mètres quatre nages mixte aux championnats d'Afrique 2018 à Alger.
Aux Jeux africains de plage de 2019 à Sal, il remporte une médaille d'argent sur cinq kilomètres en eau libre.
En parallèle de sa carrière sportive, le sociétaire du club Denain Natation étudie à l'université de Valenciennes.